# Pro Patria et Libertate Unione degli Sports Bustesi 1923-1924
Questa pagina raccoglie le informazioni riguardanti la Pro Patria et Libertate nelle competizioni ufficiali della stagione 1923-1924.

## Stagione
Alla presidenze della società bustocca c'è ancora il cavalier Carlo Marcora. Questi ha confermato anche per questa stagione il giovane allenatore ungherese Andreas Kutik, arrivato dal 33 F.C. di Budapest la stagione precedente e di fatto primo straniero della Pro Patria, anche se il suo esordio come difensore avverrà la stagione successiva. 
I biancoblù disputano un buon campionato. In casa restano imbattuti con quattro vittorie e due pareggi, ottenendo il secondo posto. A gennaio si sono portati a ridosso della capolista, ma una secca sconfitta (3-0) a Valenza Po fa svanire i sogni promozione.

## Rosa
| N. |                   | Ruolo | Calciatore         |
| -- | ----------------- | ----- | ------------------ |
|    | Italia (bandiera) | C     | Giuseppe Azzimonti |
|    | Italia (bandiera) | C     | Aldo Borsani       |
|    | Italia (bandiera) | D     | Giuseppe Clivio    |
|    | Italia (bandiera) | C     | Mario Crosta II    |
|    | Italia (bandiera) | A     | Valentino Crosta I |
|    | Italia (bandiera) | D     | Attilio Fizzotti   |
|    | Italia (bandiera) | A     | Gambini            |
|    | Italia (bandiera) | C     | Gianoli            |

| N. |                   | Ruolo | Calciatore        |
| -- | ----------------- | ----- | ----------------- |
|    | Italia (bandiera) | A     | Maino             |
|    | Italia (bandiera) | D     | Pio Mara          |
|    | Italia (bandiera) | D     | Vittorio Porta    |
|    | Italia (bandiera) | P     | Giuseppe Raimondi |
|    | Italia (bandiera) | D     | Giorgio Ronconi   |
|    | Italia (bandiera) | D     | Stefanazzi        |
|    | Italia (bandiera) | C     | Tacchini          |
|    | Italia (bandiera) | A     | Giovanni Tosi     |

## Risultati

### Seconda Divisione

#### Girone di andata
| Arbitro: | Maina (Torino) |

|           |           |                                |
| Visca 50’ | Marcatori | 10’, 25’ Crosta II 65’ Gianoli |

| Arbitro: | Belloni (Milano) |

|              |           |  |
| Crosta I 70’ | Marcatori |  |

| 4 novembre 1923 3ª giornata |  | – Riposo |  |  |

| Arbitro: | Bellandi (Milano) |

|               |           |  |
| Crosta II 20’ | Marcatori |  |

| Arbitro: | Montorfano (Como) |

|                           |           |  |
| Crosta II 5’ Crosta I 63’ | Marcatori |  |

| Arbitro: | Beretta (Novi Ligure) |

|              |           |                        |
| Vergnano 59’ | Marcatori | 41’ Maino 43’ Crosta I |

| Arbitro: | Sguerso (Savona) |

|                |           |  |
| Crotti 5’, 76’ | Marcatori |  |

### Girone di ritorno
| 10 febbraio 1924 8ª giornata | Pro Patria | 2 – 0 A tav. | Varesina |  |

| Arbitro: | Mattea (Torino) |

|                              |           |  |
| Bajardi IV 5’ Bajardi II 41’ | Marcatori |  |

| 30 dicembre 1923 10ª giornata |  | – Riposo |  |  |

| Arbitro: | Actis (Torino) |

|                             |           |  |
| Accatino 2’ Farina 47’, 57’ | Marcatori |  |

| Arbitro: | Fries (Milano) |

|                            |           |  |
| Motta 25’ Ferrero 50’, 60’ | Marcatori |  |

| Arbitro: | Muttoni (Treviglio) |

|               |           |                 |
| Crosta II 85’ | Marcatori | 70’ Gariglio II |

| Arbitro: | Vedda (Vercelli) |

|             |           |              |
| Crosta I 7’ | Marcatori | 15’ Gianelli |

## Statistiche

### Statistiche di squadra
| Competizione                 | Punti | In casa | In casa | In casa | In casa | In casa | In casa | In trasferta | In trasferta | In trasferta | In trasferta | In trasferta | In trasferta | Totale | Totale | Totale | Totale | Totale | Totale | DR |
| Competizione                 | Punti | G       | V       | N       | P       | Gf      | Gs      | G            | V            | N            | P            | Gf           | Gs           | G      | V      | N      | P      | Gf     | Gs     | DR |
| ---------------------------- | ----- | ------- | ------- | ------- | ------- | ------- | ------- | ------------ | ------------ | ------------ | ------------ | ------------ | ------------ | ------ | ------ | ------ | ------ | ------ | ------ | -- |
| Seconda Divisione - girone A | 12    | 6       | 3       | 3       | 0       | 8       | 3       | 6            | 2            | 0            | 4            | 5            | 12           | 12     | 6      | 2      | 4      | 13     | 14     | -1 |

### Statistiche dei giocatori
| Giocatore    | Prima Divisione | Prima Divisione |
| Giocatore    | Presenze        | Reti            |
| ------------ | --------------- | --------------- |
| G. Azzimonti | 0               | 0               |
| M. Crosta II | 0               | 5               |
| G. Raimondi  | 12              | 0               |
| N. Cognome   | 0               | 0               |